# Chessel
Chessel je obec na jihozápadě Švýcarska, v okrese Aigle v kantonu Vaud. Žije zde 426 obyvatel.

## Geografie
Chessel leží v nadmořské výšce 379 m, vzdušnou čarou 7 km severozápadně od okresního města Aigle. Zemědělská obec leží v rovině Rhôny, východně od kanalizovaného toku řeky, na východním úpatí masivu Grammont.
Území obce o rozloze 3,6 km² pokrývá část roviny v údolí dolní Rhôny. Západní hranice probíhá podél řeky Rhôny. Odtud se území obce rozprostírá východním směrem přes rovinu až za kanál Grand. Nejvyšší bod leží v nadmořské výšce pouhých 381 m. V roce 1997 tvořila 10 % rozlohy obce zastavěná plocha, 24 % lesy a lesní porosty, 61 % zemědělské plochy a něco málo přes 5 % neproduktivní půda.
K obci Chessel patří osada La Combette (380 m n. m.) východně od kanálu Grand a několik jednotlivých farem. Sousedními obcemi Chesselu jsou Noville, Roche a Yvorne v kantonu Vaud a Vouvry a Port-Valais v kantonu Valais.

## Historie
Na místě dnešní vesnice pravděpodobně již existovala římská osada. První písemná zmínka o obci pochází z roku 1312 a nese název Chessez. Později se objevily názvy Chessey (1364), Chassey (1403) a Chosel (1428). Název místa je pravděpodobně odvozen od římského rodového jména Cassius.
Od 12. století patřilo území Chessel savojským hrabatům a patřilo kastelánství na Chillonu. S dobytím panství Aigle Bernem v roce 1476 přešel Chessel pod správní jednotku Aigle. Po pádu Staré švýcarské konfederace patřila obec v letech 1798–1803 v období helvétského soustátí ke kantonu Léman, který byl poté po vstupu v platnost Ústavy o zprostředkování sloučen s kantonem Vaud. V roce 1798 byla přiřazena k okresu Aigle.

## Obyvatelstvo
| Vývoj počtu obyvatel | Vývoj počtu obyvatel | Vývoj počtu obyvatel | Vývoj počtu obyvatel | Vývoj počtu obyvatel | Vývoj počtu obyvatel | Vývoj počtu obyvatel | Vývoj počtu obyvatel | Vývoj počtu obyvatel | Vývoj počtu obyvatel | Vývoj počtu obyvatel | Vývoj počtu obyvatel | Vývoj počtu obyvatel | Vývoj počtu obyvatel | Vývoj počtu obyvatel | Vývoj počtu obyvatel | Vývoj počtu obyvatel |
| -------------------- | -------------------- | -------------------- | -------------------- | -------------------- | -------------------- | -------------------- | -------------------- | -------------------- | -------------------- | -------------------- | -------------------- | -------------------- | -------------------- | -------------------- | -------------------- | -------------------- |
| Rok                  | 1850                 | 1860                 | 1870                 | 1880                 | 1888                 | 1900                 | 1910                 | 1920                 | 1930                 | 1941                 | 1950                 | 1960                 | 1970                 | 1980                 | 1990                 | 2000                 |
| Počet obyvatel       | 132                  | 119                  | 126                  | 128                  | 147                  | 167                  | 141                  | 181                  | 156                  | 174                  | 202                  | 209                  | 191                  | 191                  | 222                  | 314                  |

Z celkového počtu obyvatel je 90,8 % francouzsky mluvících, 2,2 % anglicky mluvících a 1,6 % portugalsky mluvících (stav v roce 2000). V roce 1850 žilo v Chesselu 132 obyvatel a v roce 1900 167 obyvatel. Poté zůstával poměrně konstantní až do roku 1980 (191 obyvatel). Teprve od té doby došlo k výraznému nárůstu počtu obyvatel.

## Hospodářství
Až do druhé poloviny 20. století byl Chessel vesnicí s převážně zemědělským charakterem. I dnes hraje zemědělství a ovocnářství v rovině Rhôny důležitou roli ve struktuře zaměstnanosti obyvatelstva. Další pracovní místa jsou k dispozici v místních malých podnicích (stavební firmy) a v sektoru služeb. V obci se nachází kemp. V posledních desetiletích se obec rozvinula v rezidenční obec. Mnoho zaměstnanců dojíždí za prací převážně do regionu Vevey-Montreux.

## Doprava
Obec má dobré dopravní spojení. Nachází se na silnici vedoucí z Villeneuve do Vouvry. Poslední silniční most přes Rhônu před jejím vtokem do Ženevského jezera byl postaven v Chesselu v roce 1839 (dříve zde fungoval přívoz). Nejbližší sjezd dálnice A9 (Lausanne–Sion), která byla otevřena v roce 1970, je vzdálen asi 7 km od centra obce. Chessel je napojen na síť veřejné dopravy prostřednictvím linky Postauto, která jezdí z Villeneuve do Vouvry.